# Arnaldo Alvarado Degregori
Arnaldo Alvarado Degregori (n. Puquio, 21 de septiembre de 1911-f. Lima 11 de diciembre de 1998), fue un automovilista y político peruano. Fue miembro de la Asamblea Constituyente de 1978.

## Biografía
Nació en Puquio el 21 de septiembre de 1911. Fueron sus padres Carlos Alfredo Alvarado Rivera (Chincha) y María Luisa Degregori Quispe de Alvarado (Llata), a 16 años viaja a Nazca, conjuntamente con sus hermanos y estudiar en Ica, y establecerse posteriormente en esa ciudad. Formó con sus hermanos Raúl y Alberto una empresa de transportes de carga Nasca - Puquio, para luego extenderlo haciendo viajes de a Ica y a Lima, con carga y viajeros.
Desde muy joven militó en el Partido Aprista Peruano. Así fue objeto de persecución y pasó 6 años de prisión por razón de sus ideas[cita requerida]. Fue aprista desde 1931 hasta su muerte y también amigo de Víctor Raúl Haya de la Torre, a quien llevó de vez en cuando en su auto en sus giras por el Perú[cita requerida].
Fue diputado Constituyente de la República en los años 1978 y 1980. Aprendió a manejar a bordo de un camión de carga. Su primera carrera fue una Ica-Ayacucho y la ganó con sobrada ventaja: el segundo lugar llegó seis días después.
Su auto más conocido fue "El Ladrillo", llamado así por su color y su sorprendente dureza. Aún existe y es un Ford 40 que se encuentra ahora en exposición en el Museo del Automóvil Nicolini[cita requerida].

## Palmarés
Con el paso del tiempo fue cosechando muchos títulos, ganando casi todas las competencias nacionales, entre ellas el rally Caminos del Inca (1967), el Premio Presidente de la República (1950, 1951, 1955, 1956), etc. Corrió hasta 1975, habiendo competido con distintas generaciones de pilotos.
Recibió los Laureles Deportivos.

## Familia
Contrajo matrimonio con Inés Contreras Alvarado. Fue padre del exdiputado y expresidente del Congreso, Luis Alvarado Contreras, y sobrino de la primera feminista del Perú María Jesús Alvarado Rivera.